# كارل سيم
كارل سيم (بالإنجليزية: Karl Sim)‏ هو مزور فني ‏ ورسام نيوزيلندي، ولد في 6 ديسمبر 1923، وتوفي في 21 أكتوبر 2013 في North Shore Hospital ‏ في نيوزيلندا.